# Statue de Pouchkine à Saint-Pétersbourg
Ne doit pas être confondu avec Buste de Pouchkine à Saint-Pétersbourg.

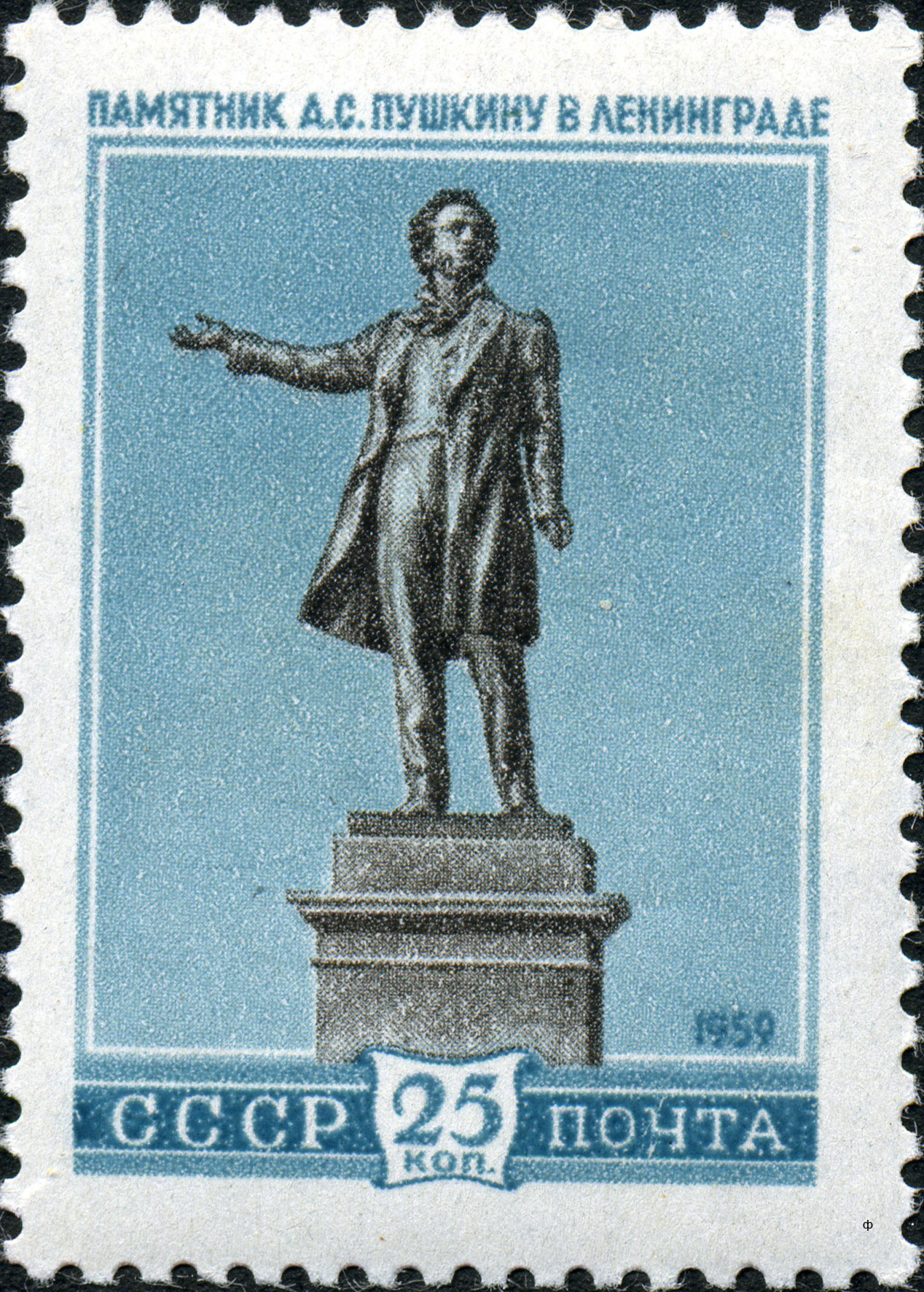
Timbre soviétique de 1959 représentant la statue.

La statue de Pouchkine, place des Arts (площадь Искусств) à Saint-Pétersbourg, est une statue de bronze en plein air située au milieu du jardin de la place des Arts. Elle représente l'homme de lettres Alexandre Pouchkine (1799-1837), le bras droit tendu et la paume de la main droite levée vers le ciel. Elle tourne le dos au palais Michel, où se trouve aujourd'hui le musée Russe, et fait face dans l'axe à la rue Mikhaïlovskaïa (ou rue Michel comme les francophones la nommaient avant 1917) qui donne dans la perspective Nevski. Elle est l'œuvre de Mikhaïl Anikouchine (1917-1997).

## Description
Cette statue mesure quatre mètres de hauteur. L'ensemble avec le piédestal mesure 7,90 mètres de hauteur. Le piédestal est fait de granite rouge de Kar-Lakhti, près de Saint-Pétersbourg. Le devant du piédestal porte l'inscription « À Alexandre Sergueïevitch Pouchkine ». Le poète est figuré le visage légèrement tourné vers la gauche d'un air romantique et inspiré; la paume de la main droite est levée vers le ciel.

## Historique
L'histoire du monument remonte à 1936 lorsque le soviet des commissaires du Peuple décide de préparer la célébration du centenaire de la mort de l'écrivain en 1937 et de lui ériger une statue à Léningrad, place de la Bourse. Mais finalement, il faut attendre l'après-guerre pour que le concours soit relancé; le résultat n'a lieu qu'en 1949, après plusieurs tours. Le nouvel emplacement choisi est le milieu de la place des Arts. Le sculpteur Mikhaïl Anikouchine, âgé de trente-deux ans à l'époque, remporte le concours. C'est l'année des 150 ans de l'anniversaire de naissance du poète. La statue doit être inaugurée pour les 250 ans de la ville, en 1953, mais à cause de la mort de Staline, le jubilé n'est fêté qu'en 1957. Mikhaïl Anikouchine remporte en 1958 le prix Lénine pour cette statue.
Cette statue, parmi les plus connues du poète, figure à la liste du patrimoine fédéral, ainsi qu'à celui du patrimoine mondial de l'Unesco depuis l'inscription du centre historique de Saint-Pétersbourg à cette liste.

## Source de la traduction
- (ru) Cet article est partiellement ou en totalité issu de l’article de Wikipédia en russe intitulé « Памятник А. С. Пушкину (Санкт-Петербург, площадь Искусств) » (voir la liste des auteurs).